# Trdnjava Mehrangarh
Trdnjava Mehrangarh pokriva površino 486 hektarjev v Džodhpurju, Radžastan, Indija. Kompleks stoji na vrhu hriba približno 122 metrov nad okoliško ravnino in ga je leta 1459 zgradil radžputski vladar Rao Džodha, čeprav je večina obstoječe stavbe iz 17. stoletja. Znotraj njenih meja je več palač, znanih po zapletenih rezbarijah in obsežnih dvoriščih, ter muzej, v katerem so različne relikvije. V mesto pod njim in iz njega vodi vijugasta cesta. Na drugih vratih so še vedno vidni odtisi udarcev topovskih krogel, ki so jih izstrelile napadajoče vojske Džaipurja. Na severovzhodu trdnjave je čhatri Kirata Singha Sode, vojaka, ki je padel na kraju samem, ko je branil Mehrangarh.
Obstaja sedem vrat, ki vključujejo Džai Pol (kar pomeni 'vrata zmage'), ki jih je zgradil maharadža Man Singh v spomin na svoje zmage nad vojskama Džaipurja in Bikanerja leta 1806. Fattehpol (kar pomeni tudi 'vrata zmage') obeležuje zmago maharadža Adžit Singha nad Moguli.
Nekateri izmed pomembnih festivalov, ki potekajo tukaj, so Svetovni festival svetega duha in Mednarodni folklorni festival Radžastan.

## Zgodovina
Rao Džodha, poglavar klana Rathore, je zaslužen za izvor DŽodhpurja v Indiji. Leta 1459 je ustanovil Džodhpur kot glavno mesto Marvarja (prejšnje glavno mesto je bil Mandore). Bil je eden od Ranmalovih 24 sinov in je postal petnajsti vladar Rathoreja. Eno leto po svojem pristopu na prestol se je Džodha odločil, da bo svojo prestolnico preselil na varnejšo lokacijo Džodhpur, saj tisoč let stara trdnjava Mandore ni več veljala za zadostno varnost. Z zaupno pomočjo Rao Nara (sin Rao Samra) so bile sile Mevarja obvladane pri Mandoreju. S tem je Rao Džodha dal Rao Nara naziv Divan. S pomočjo Rao Nara se je 12. maja 1459 Džodha odločil ustanoviti trdnjavo na skalnatem hribu 9 kilometrov južno od Mandoreja. Ta hrib je bil znan kot Bhakurčeeria, 'gora ptic'. 
Po legendi je moral za izgradnjo trdnjave iz hriba izriniti edinega človeka, puščavnika Čeria Nathdžija, gospodarja ptic. Čeria Nathdži je bil človek povezan z lokalnim prebivalstvom in bil zato vpliven v regiji. Ko so ga prosili, naj se preseli, je to kategorično zavrnil. To se je zgodilo večkrat. Rao Džodha je nato sprejel skrajne ukrepe in poiskal pomoč pri drugem močnejšem svetniku, Karni Mati iz Dešnokeja, ki je bil hindujski bojevnik modrec, rojen v kasti Čaran. Na prošnjo kralja je prišel in prosil Čeeria Nathdžija, naj takoj odstopi. Ko je zagledal večjo moč, je takoj odšel, vendar je preklel Rao DŽodha z besedami »Džodha! Naj tvoja citadela vedno trpi zaradi pomanjkanja vode!«. Rao Džodha je uspel pomiriti puščavnika tako, da je v trdnjavi zgradil hišo in tempelj. Karni Mata je položil temeljni kamen trdnjave Mehrangarh. Danes sta v rokah Rathoresa le še trdnjavi Bikaner in Džodhpur, obema je temeljne kamne položil Šri Karni Mata. Vse druge radžputske trdnjave v Radžastanu so iz takih ali drugačnih razlogov zapustili posamezni klani. Samo Rathores iz DŽodhpurja in Bikanerja imata svoje trdnjave do danes. Lokalno prebivalstvo to dejstvo šteje za čudež in ga pripisuje Šri Karni Mati. Rao Džodha je tudi podelil vasi Mathania in Čopasni dvema vojskovodjema Čarana, ki ju je poslal, da prosita maa Mehaaija (Karni Mata), naj pride v Džodhpur.
Za zagotovitev, da se je novo mesto izkazalo za primerno; moža iz kaste Meghval, imenovanega Radža Ram Meghval, ki je prostovoljno ponudil svoje storitve, živega pokopal v temelje, saj je to tiste dni veljalo za ugodno. Radža Ram Meghvalu je bilo obljubljeno, da bodo Rathorjevi v zameno skrbeli za njegovo družino. Njegova družina je dobila zemljo in do danes njegovi potomci še vedno živijo v Rajdž Bagu blizu Soor Sagarja.
Mehrangarh (etimologija Mihir (sanskrt) - sonce ali sončno božanstvo; garh (sanskrt) - trdnjava; tj. trdnjava sonca); v skladu s konvencijami o izgovorjavi jezika Radžastani se je Mihirgarh spremenilo v Mehrangarh; božanstvo Sonca je bilo glavno božanstvo dinastije Rathore. Čeprav je trdnjavo prvotno leta 1459 začel graditi Rao Džodha, ustanovitelj Džodhpurja, večina trdnjave, ki stoji danes, izhaja iz obdobja maharadže Džaswant Singha (1638–78). Trdnjava stoji v središču mesta in se razprostira na 5 kilometrih na vrhu visokega hriba. Njeno obzidje, ki je visoko do 36 metrov in široko 21 metrov, ščiti nekaj najlepših in zgodovinskih palač v Radžastanu. Skupnost Khandvaliya, ena od starih tradicionalnih skupnosti, je imela znanje o lomljenju velikih kamnov, ki je skupaj z drugimi zgradila to trdnjavo.
Vstop v trdnjavo je dosežen skozi niz sedmih vrat. Najbolj znana vrata so:
- Džai Pol ("Vrata zmage"), ki jih je zgradil maharadža Man Singh leta 1806 za praznovanje svoje zmage v vojni z Džaipurjem in Bikanerjem;
- Fateh Pol, zgrajena za praznovanje zmage nad Moguli leta 1707;
- Gopal Pol, to so drugi Pol za Fateh Polom;
- Dedh Kangra Pol, ki še vedno nosijo brazgotine obstreljevanja s topovskimi kroglami;
- Amruti Pol, so vmes med Dedh Kangra Pol in Loha Pol;
- Loha Pol, ki so zadnja vrata v glavni del trdnjavskega kompleksa. Takoj na levi so odtisi dlani (oznake sati) ranijev in nekaterih princes, ki so zagrešile sati v preteklih letih po smrti svojega moža;
- Suraj Pol, najbolj notranja vrata, ki omogočajo dostop do kompleksa palač in Daulat Kana Čauk.

Znotraj trdnjave je več briljantno izdelanih in okrašenih palač. Med njimi so Moti Mahal (biserna palača), Phool Mahal (cvetlična palača), Šeša Mahal (zrcalna palača), Sileh Kana in Daulat Kana. Muzej hrani zbirko nosilnic, hovdahov (nosilnica za slona), kraljevih zibelk, miniatur, glasbil, kostumov in pohištva. V obzidju trdnjave so ohranjeni stari topovi (vključno s slavnim Kilkila) in ponujajo dih jemajoč pogled na mesto.

## Galerije v muzeju Mehrangarh
Hovdah so bile nekakšni dvoprekatni leseni sedeži (večinoma prekriti z zlatimi in srebrnimi reliefnimi ploščami), ki so jih pritrdili na slonov hrbet. Sprednji del z več prostora za noge in dvignjeno zaščitno pločevino je bil namenjen kraljem ali kraljevi osebi, zadnji manjši pa zanesljivemu telesnemu stražarju, preoblečenemu v spremljevalca z metlico za ubijanje muh.
Nosilnice so bile vse do druge četrtine 20. stoletja priljubljeno sredstvo potovanja in kroženja plemičev. Uporabljali so jih tudi moški plemiči in kralji ob posebnih priložnostih.
Galerija Daulat Kana – Zakladi muzeja Mehrangarh prikazuje eno najpomembnejših in najbolje ohranjenih zbirk likovne in uporabne umetnosti mogulskega obdobja indijske zgodovine, v katerem so vladarji Rathore iz Džodhpurja vzdrževali tesne povezave z mogulskimi cesarji. V njej so tudi ostanki cesarja Akbarja.
Orožarna prikazuje redko zbirko oklepov iz vseh obdobij v DŽodhpurju. Na ogled so ročaji mečev iz žada, srebra, nosorogovih rogov, slonovine, ščiti, posejani z rubini, smaragdi in biseri ter puške z zlatimi in srebrnimi deli na cevi. V galeriji so na ogled tudi osebni meči mnogih cesarjev, med njimi izjemen zgodovinski del, kot je Khaanda Rao Džodha, ki tehta več kot 3 kg, Akbarjev meč in Timurjev meč.
Galerija slik prikazuje barve Marvar-Džodhpurja, najboljšega primera slik Marvar.
Galerija turbanov v muzeju Mehrangarh si prizadeva ohraniti, dokumentirati in prikazati številne različne vrste turbanov, ki so nekoč prevladovali v Radžastanu; vsaka skupnost, regija in festival so imeli svoje pokrivalo.
Šahi Lal Dera ali kraljevi rdeči šotor je del kraljeve zbirke v trdnjavi.

## Turistične atrakcije

### Državni geološki spomenik
Skupina Džodhpur - Malani Igneous Suite Contact, na kateri je bila zgrajena trdnjava Mehrangarh, je Geološki zavod Indije razglasil za nacionalni geološki spomenik, da bi spodbudil geoturizem v državi. Ta edinstvena geološka značilnost je del suite Malani Igenus v regiji puščave Thar, ki se razprostira na površini 43.500 km². Ta edinstvena geološka značilnost predstavlja zadnjo fazo magmatske dejavnosti predkambrijskega obdobja na Indijski podcelini.

### Tempelj Chamunda Mataji
Čamunda Mataji je bila najljubša boginja Rao DŽodhe, njenega idola je prinesel iz stare prestolnice Mandore leta 1460 in jo postavil v Mehrangarh (Maa čamunda je bila kul devi vladarjev Pratihare Mandoreja). Ostaja Maharadža in kraljeva družina Išt Devi ali posvojena boginja in jo časti tudi večina državljanov Džodhpurja. Množice se gnetejo v Mehrangarh med praznovanjem Dusehra.

### Rao DŽodha puščavski skalni park
Puščavski skalni park Rao Džodha se razprostira na 72 hektarjih in meji na trdnjavo Mehrangarh. Park vsebuje ekološko obnovljeno puščavsko in sušno rastlinje. Park je bil ustanovljen leta 2006, da bi poskusil obnoviti naravno ekologijo velikega skalnatega območja ob trdnjavi in pod njo, februarja 2011 pa je bil odprt za javnost. Območje v parku in okoli njega vsebuje značilne vulkanske kamninske formacije, kot je riolit s tufom in brečo, formacije peščenjaka. Park vključuje center za obiskovalce z galerijo interpretacij, drevesnico domačih rastlin, majhno trgovino in kavarno.

## Stampedo 2008
Človeški stampedo se je zgodil 30. septembra 2008 v templju Čamunda Devi znotraj trdnjave Mehrangarh, v katerem je bilo ubitih 249 ljudi in več kot 400 ranjenih.

## Kultura
Trdnjava ima glasbenike, ki izvajajo ljudsko glasbo na vhodu, in hiše muzeja, restavracij, razstav in obrtnih bazarjev.
Trdnjava je bila ena od lokacij snemanja Disneyjevega igranega filma Knjiga o džungli iz leta 1994, kot tudi filma iz leta 2012 Vitez teme: Vstaja. Glavno snemanje slednjega se je začelo 6. maja 2011.
Tukaj so posneli tudi film z Emraanom Hashmijem, Awarapan, v glavno vlogo.
Leta 2015 je bila trdnjava uporabljena za snemanje skupnega albuma glasbenikov, med drugim izraelskega skladatelja Shyeja Ben Tzurja, angleškega skladatelja in kitarista Radiohead Jonnyja Greenwooda ter producenta Radiohead Nigela Godricha. Posnetek je bil predmet dokumentarnega filma Junun ameriškega režiserja Paula Thomasa Andersona.
Marca 2018 je filmska ekipa za bollywoodski film Thugs of Hindostan uporabila trdnjavo kot eno od svojih snemalnih lokacij; igralec Amitabh Bachchan je pustil razmišljajočo objavo o svoji izkušnji tam na svojem uradnem blogu.
- Tempelj Čamunda Devi
- Notranjost trdnjave Mehrangarh
- Nočni pogled na trdnjavo Mehrangarh